# Pogo (Mali)
Pour les articles homonymes, voir Pogo.
Pogo est une localité et une commune rurale du Mali, chef-lieu d'arrondissement dans le cercle de Niono et la région de Ségou.

## Villages
La commune s'étend sur 16 localités relevées lors du recensement général de 2009. 
Les villages les plus peuplés sont :
- M'Béwani (5 034 habitants) ;
- Pogo (1 692 habitants) ;
- Dosséguéla (1 597 habitants).

La loi 2023-007 attribue à la commune 18 villages, fractions ou quartiers :
- Pogo
- Diado Wéré
- Kanto
- N'Tomikoro Tiongoni
- Makarila
- Tiongoba
- Tiongozana
- M'Béwani Village
- Tango
- M'Béwani Extension
- Kalangola
- Korontobougou
- Teninzana
- Thing
- Kamona
- Sirakoro Tiongoni
- Dosséguéla
- Marakabougou